# 파쇼다 사건

파쇼다 사건 당시의 아프리카 상황.

파쇼다 사건( - 事件, 영어: Fashoda Incident, 프랑스어: Crise de Fachoda)은 영국과 프랑스 간의 동아프리카 식민지 확보 경쟁의 절정을 이루었던 사건이다.
19세기 말, 자본주의가 발달하면서 선진 자본주의 국가들이 원료와 시장을 확보한 후 남는 자본을 투자하려고 식민지 획득에 손을 걷었다. 이러한 정책으로 유럽의 열강이었던 영국, 독일, 프랑스 등은 힘을 키워 나갔다. 데이비드 리빙스턴과 헨리 모턴 스탠리의 탐험으로 아프리카가 등장하자 유럽 열강은 아프리카로 진출했다. 특히 영국은 케이프타운과 카이로를 잇는 종단 정책(縱斷政策)을 펼쳤다. 이에 맞서 프랑스는 알제리와 마다가스카르를 이어내는 횡단 정책(橫斷政策)을 열었다.
프랑스가 이내 먼저 파쇼다(Fashoda, 현재의 남수단 코도크(Kodok))에 도착하여 자국의 국기를 게양하자 영국이 철수를 명령하였고, 이 사건이 파쇼다 사건이다. 그러나 이내 프랑스의 양보로 손쉽게 해결되었다.

## 개요
영국의 아프리카 종단 정책의 수행을 위해 허버트 키치너 장군은 섹단 지방에서 일어난 반란을 평정하면서 철도를 부설하고 1898년 9월 하르툼에 도달했다. 한편, 프랑스의 아프리카 횡단 정책은 1894년 점령했던 프랑스령 수단과 아프리카 동쪽 해안인 지부티를 연결하기 위해 시작됐으며, 장바티스트 마르샹 대위가 1898년 7월 파쇼다에 도착해 프랑스 국기를 게양했다. 이 소식을 들은 영국의 키치너는 급히 파쇼다로 와서 마르샹에게 철수를 요구했다. 그러나 마르샹 대위가 이를 거절함으로써 한동안 긴장 상태가 계속됐다. 결국 이 문제는 영국과 프랑스의 본국 정부로 넘어갔다. 1899년 양국 사이에 타협이 이루어지고, 긴장됐던 양국 간 관계는 이로 인해 가까워져서 1904년에는 영불 화친 협정을 맺게 되었다,하지만 지금도 사이가 좋지 못하다는 사실

## 같이 보기
- 장미색 지도